# Hector du Poy
Étienne Vincent Hector du Poy est un avocat, militaire et homme politique français né le 7 juin 1865 à Dax (Landes) et mort le 2 septembre 1930 dans la même ville.

## Biographie
Hector du Poy naît le 7 juin 1865 à Dax. Il est le fils de Joseph-Henri du Poy, avocat de 34 ans domicilié au no 2 place de la Cathédrale, et de Marie-Victoire Camiade, son épouse.
Il étudie le droit et devient avocat puis bâtonnier au tribunal judiciaire de Dax. De 1900 à 1929, il est maire de la commune de Oeyreluy. Fervent monarchiste, il est secrétaire du comité royaliste des Landes. Il dirige l’agenda politique de deux prétendants orléanistes au trône de France : Philippe d'Orléans, Duc d'Orléans et comte de Paris, puis de Jean d’Orléans, duc de Guise.
En 1914, il s’engage volontairement dans l’armée, et ses états de services lui valent d’être promu commandant et d’être décoré de la légion d’honneur et de la croix de guerre avec palmes et 5 citations.
Il est marié à Julie-Marie-Édith le Saulnier de la Villehélio. Il meurt le 2 septembre 1930 au château de Maysonnave, son domicile, dans le quartier de Peyrouton. 

## Hommages
La rue Hector du Poy, dans le quartier de la Torte, à Dax, est nommée en son honneur.